# Derby (lagsport)
För andra betydelser, se Derby (olika betydelser).
Ett derby är en match mellan två eller flera idrottslag från samma stad eller närliggande städer. En del derbyn har ekonomiska, historiska, politiska, religiösa eller sociala förtecken. Internationella exempel på sådana är Rangers FC - Celtic FC (protestantism mot katolicism); Hamburger SV - FC St. Pauli; Austria Wien - Rapid Wien och Grasshoppers - FC Zürich (borgerliga mot arbetarklass).
Matcher av derbykaraktär präglas ofta av rivalitet mellan lagen och riskerar ofta att utsättas för huliganism. Dessa matcher klassas ofta som högriskmatcher och kräver extra polisinsatser.
Uttrycket användes redan på 1800-talet, bland annat 1889 då Widnes Weekly News (den 9 mars) kallade en rugbymatch mellan två lokala lag för 'the local Derby'.[källa behövs]
Varifrån uttrycket kommer är osäkert. En teori är att det kommer ifrån den engelska hästtävlingen The Derby. Då dessa tävlingar på Epsom Downs kunde locka upp emot en halv miljon åskådare, tros idrottstävlingar där två närbelägna klubbar möts, där då många fans från båda klubbarna ansluter till matchen, fått smeknamnet Derby.
Ordet "derby" i denna betydelse är belagt i svenska språket sedan 1927.

## Brasilien

### Fotboll
- delstaten São Paulo: San-São-rivaliteten mellan Santos FC och São Paulo FC

## Bulgarien

### Fotboll
- Sofia: främst mellan Levski Sofia och CSKA Sofia men även Slavia Sofia och Lokomotiv Sofia

## Danmark

### Fotboll
- Köpenhamn: Brøndby IF - FC Köpenhamn

## England

### Fotboll
- Nordvästra England (North West derby): Liverpool - Manchester United
- Liverpool (Merseysidederbyt): Liverpool - Everton
- Manchester: Manchester City - Manchester United
- London: Arsenal - Tottenham Hotspur - Chelsea - Fulham - West Ham United - Charlton Athletic - Crystal Palace - Watford - Queens Park Rangers - Millwall De största derbyna är mellan Tottenham och Arsenal (Norra London-derbyt i Norr), Chelsea mot QPR eller Fulham (väst) samt West Ham mot Millwall (öst)
- Birmingham: Birmingham City - Aston Villa
- West Midlands: West Bromwich Albion - Wolverhampton Wanderers
- Nordöstra England: Newcastle United - Sunderland - Middlesbrough
- Sheffield (Steel City derby): Sheffield United - Sheffield Wednesday
- West Yorkshire: Bradford City - Huddersfield Town - Leeds United
- Nottingham: Nottingham Forest - Notts County
- Bristol: Bristol City - Bristol Rovers
- Sydvästra England och Wales: Bristol City - Cardiff City - Swansea City
- Östra England: Ipswich Town - Norwich City
- Sydöstra England: Portsmouth - Southampton

## Finland

### Fotboll
- Helsingfors: HJK Helsingfors - IFK Helsingfors
- Nyland: (Helsingfors/Esbo) : HJK Helsingfors - FC Honka
- Åbo: FC Inter Åbo - TPS Åbo
- Österbotten (Jakobstad/Vasa): FF Jaro - VPS Vasa
- Björneborg: FC Jazz - Musan Salama

### Ishockey
- Helsingfors: Jokerit - IFK Helsingfors
- Tammerfors: Tappara - Ilves
- Satakunta (Raumo/Björneborg):Lukko - Ässät
- Österbotten (Vasa/Karleby): Sport - Hermes

## Grekland

### Fotboll
- Aten: AEK Aten - Panathinaikos FC
- Aten/Pireus: Panathinaikos FC - Olympiakos
- Thessaloniki: PAOK Thessaloniki - Aris Thessaloniki - Iraklis

Ett annat derby är "Konstantinopelderbyt mellan AEK Aten och PAOK Thessaloniki, båda klubbarna grundades av greker fördrivna från Konstantinopel (Istanbul).

## Italien

### Fotboll
- Genua: Genoa CFC - UC Sampdoria, Derby della Lanterna
- Milano: Inter - AC Milan, Derby di Milano
- Rom: AS Roma - SS Lazio, Derby della Capitale
- Turin: Juventus FC - Torino FC, Derby della Mole
- Turin: Juventus FC - Inter, Derby d'Italia
- Södra Italien: AS Roma - SSC Napoli, Derby del Sole
- Verona: Hellas Verona - Chievo Verona, Derby della Scala

## Kroatien

### Fotboll
- Zagreb: NK Zagreb - NK Dinamo Zagreb

## Nederländerna

### Fotboll
- Rotterdam: Feyenoord - Sparta Rotterdam - Excelsior

Noterbart är att i Nederländerna har matcherna mellan AFC Ajax, PSV Eindhoven och Feyenoord högre ställning än stadsderbyna.

## Norge

### Fotboll
- Oslo: FK Lyn Oslo - Vålerenga IF
- Östlandet: Vålerenga IF - Lillestrøm SK

## Portugal

### Fotboll
- Lissabon: SL Benfica - Sporting Lissabon
- Porto: FC Porto - Boavista FC

## Ryssland

### Fotboll
- Moskva: Spartak Moskva - CSKA Moskva - Torpedo Moskva - FC Moskva - Dynamo Moskva - Lokomotiv Moskva

## Schweiz

### Fotboll
- Bern: FC Thun - BSC Young Boys
- Zürich: Grasshopper Club Zürich - FC Zürich

## Serbien

### Fotboll
- Belgrad: Röda Stjärnan - Partizan Belgrad

## Skottland

### Fotboll
- Glasgow: Celtic FC - Rangers FC (Old Firm)

## Spanien

### Fotboll
- Barcelona: FC Barcelona - Espanyol
- Madrid: Atlético Madrid - Real Madrid, emellanåt även inkluderande Getafe eller Rayo Vallecano
- Sevilla: Sevilla FC - Real Betis
- Valencia: Valencia CF - Levante UD

Alla stadsderbyn till trots räknas FC Barcelona - Real Madrid, El Clásico, som den största matchen.

## Sverige

### Bandy

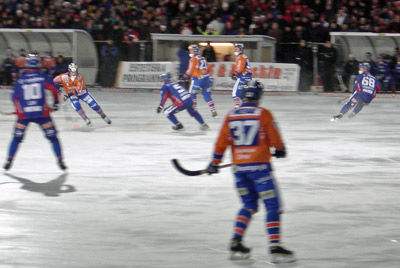
Bollnäs GoIF-Edsbyns IF i annandagsmatchen i Allsvenskan 2004/2005

Inom svensk bandy försöker man, så gott det går, lägga seriespelet så att det blir annandagsderby.
- Gästrikland: matcher mellan Sandvikens AIK och Skutskärs IF. Tidigare även Forsbacka IK och IK Huge.
- Hälsingland: matcher mellan Edsbyns IF, Bollnäs GoIF, Ljusdals BK och Broberg/Söderhamn
- Kalix:  matcher mellan Kalix BF och Karlsborgs BK
- På Småländska höglandet:  matcher mellan Nässjö IF, Tranås BoIS, Jönköping Bandy IF, Vetlanda BK och Åby/Tjureda IF
- Göteborgsområdet: matcher mellan Gais, IFK Kungälv och Surte BK
- Västra Götaland:  matcher mellan Villa Lidköping BK, Gripen Trollhättan BK och IFK Vänersborg
- Västerås:  matcher mellan Västerås SK och TB Västerås
- Västmanland: matcher mellan Västerås SK,  Västanfors IF och Köpings IS
- Uppsala: matcher mellan IK Sirius och IF VP Uppsala. Tidigare även mellan IFK Uppsala och IF Vesta.
- Stockholm: matcher mellan Hammarby IF och IK Tellus.
- Värmland: matcher mellan Slottsbrons IF och BS BolticGöta. Senare även IF Boltic
- Södermanland: matcher mellan Katrineholms SK, Värmbol-Katrineholm BK och Hälleforsnäs IF.

### Fotboll
Publikt sett är Göteborgsderbyn med IFK Göteborg som ena part och Gais eller Örgryte som andra part, Skånederbyn mellan HIF och MFF, samt Stockholmsderbyn mellan AIK, Djurgården och Hammarby de största derbyna inom svensk fotboll. Dessa matcher lockar regelbundet fler än 20 000 åskådare. Det har spelats allsvenska fotbollsderbyn i åtta städer: Stockholm, Solna, Göteborg, Malmö, Halmstad, Eskilstuna, Helsingborg (Helsingborgs IF mot Råå IF) och Norrköping.
Nuvarande allsvenska derbyn (2024):
- Göteborgsderbyn: matcher mellan IFK Göteborg, Gais och BK Häcken
- Stockholmsderbyn:
  - Matcher mellan AIK, Djurgårdens IF, Hammarby IF samt IF Brommapojkarna
    - Tvillingderbyt: matcher mellan AIK och Djurgårdens IF
- Västra Götaland: matcher mellan IF Elfsborg och IFK Göteborg, eller BK Häcken
- Arosderbyt: Matcher mellan Sirius från Uppsala (Östra Aros) och Västerås (Västra Aros)

Nuvarande damallsvenska derbyn (2023):
- Skånederby: matcher mellan FC Rosengård, Kristianstads DFF och Vittsjö GIK
- Stockholmsderby: matcher mellan Djurgårdens IF, Hammarby IF samt IF Brommapojkarna
- Östergötland: matcher mellan IFK Norrköping och Linköping FC

Nuvarande derbyn i Superettan (2024):
- Gästrikland: Gefle IF - Sandvikens IF
- Göteborg: matcher mellan Örgryte IS och Utsiktens BK
- Skåne: matcher mellan Helsingborgs IF, Landskrona Bois och Trelleborgs FF
- Västernorrland/Jämtland: (Norrlandsderbyt) matcher mellan GIF Sundsvall och Östersunds FK

Andra historiska allsvenska derbyn eller större derbyn i andra högre divisioner:
- Alingsås: Holmalunds IF och Alingsås IF (Alingsåsderbyt)[5]
- Borås: IF Elfsborg - Norrby IF
- Gävle: Brynäs IF - Gefle IF
- Göteborg: matcher mellan Gais, IFK Göteborg, BK Häcken, Västra Frölunda IF och Örgryte IS
- Halland: matcher mellan Halmstads BK, Falkenbergs FF och Varbergs BoIS
- Halmstad: IS Halmia - Halmstads BK
- Eskilstuna: Eskilstuna City - IFK Eskilstuna
- Hälsingland: Bollnäs GoIF - Regnsjö SK, Division 3
- Jönköping/Huskvarna: matcher mellan Husqvarna FF, Jönköpings Södra IF och IK Tord
- Kalmar: matcher mellan Kalmar FF och Kalmar AIK
- Linköping: BK Derby - IF Saab (senare sammanslagna i Linköpings FF)
- Luleå: matcher mellan Luleå SK, IFK Luleå, Gammelstads IF, Notvikens IK och Lira BK
- Malmö: IFK Malmö - Malmö FF
- Norrbotten: Bodens BK–IFK Luleå
- Norrköping: IFK Norrköping, IK Sleipner och IF Sylvia
- Sandviken: Sandvikens AIK - Sandvikens IF
- Skåne: matcher mellan Malmö FF, IFK Malmö, Helsingborgs IF,  Landskrona BoIS och Trelleborgs FF
- Skåne-Blekinge: Ifö/Bromölla IF - Mjällby AIF
- Småland: Östers IF, Kalmar FF, Jönköpings Södra IF och IFK Värnamo
- Sundsvall: GIF Sundsvall - IFK Sundsvall
- Södertälje: matcher mellan Syrianska FC  och Assyriska FF
- Uppland: matcher mellan Sirius och Enköpings SK
- Uppsala: matcher mellan GUSK, IK Sirius, Upsala IF och IF Vindhemspojkarna
- Västerås: Västerås SK - IFK Västerås och Västerås IK
- Örebro: Örebro SK - BK Forward
- Östergötland: matcher mellan IFK Norrköping och Åtvidabergs FF.

### Ishockey
Nuvarande
- Norrbotten: Piteå HC–Bodens IK (Hockeyettan)
- Norrbotten/Västerbotten: Luleå HF–Skellefteå AIK (SHL)
- Stockholm: AIK–Djurgården (Hockeyallsvenskan)
- Västergötland: Mariestad BoIS–Skövde IK (Hockeyettan)[6]
- Småland: Växjö Lakers–HV71. (SHL), Nybro IF–Tingsryds AIF (gränsfejden, gamla Division I, nu Hockeyallsvenskan)
- Blekinge: Kallinge/Ronneby–Mörrums GoIS (Hockeyettan)
- Skåne: Malmö Redhawks–Rögle BK (SHL)
- Västernorrlands län: Timrå IK–Modo[7][8][9] (SHL)

För närvarande inga seriemöten
- Dalarna: Mora IK–Leksands IF
- Gävle: Brynäs IF, Gävle GIK och Strömsbro IF
- Umeå: IF Björklöven–Tegs SK
- Kiruna: Kiruna AIF och IFK Kiruna
- Stockholm: Matcher mellan Djurgårdens IF, AIK och Hammarby IF
- I näst högsta divisionen har Hammarby IF mot särskilt Huddinge IK varit tidvis rejält heta derbyn.[10]
- Uppsala: Almtuna IS–Uppsala Hockey
- Västerbotten: Skellefteå AIK–IF Björklöven
- Östergötland: Linköping HC–HC Vita Hästen
- Norrbotten:  Luleå HF–Bodens BK/IK/HF, Kiruna AIF–Kiruna IF[6]
- Småland: Nybro Vikings–Kalmar HC[6], Troja/Ljungby–Tingsryds AIF, IK Oskarshamn–Västerviks IK.
- Skåne: Tyringe SoSS–Kristianstads IK
- Medelpad: IF Sundsvall–Timrå IK
- Västernorrland/Västerbotten: Modo-IF Björklöven (Hockeyallsvenskan)
- Småland/Blekinge Tingsryds AIF–Karlskrona HK (Hockeyallsvenskan)

### Handboll
- Göteborg/Partille: Redbergslids IK - IK Sävehof
- Halland: HK Drott - HK Aranäs
- Lund: LUGI - H43 Lund
- Stockholm: Hammarby IF - Djurgårdens IF (Inte spelat i seriesammanhang sedan 2006)
- Ystad: IFK Ystad - Ystads IF

### Baseboll
- Sundbyberg Heat - Stockholm Baseboll
- Sundsvall Mosquitoes - Skellefteå Baseboll
- Leksand Lumberjacks - Rättvik Butchers
- Malmö Pilots - Lyngby Jokers

## Tyskland

### Fotboll
- Berlin: Hertha Berlin - 1. FC Union Berlin
- Hamburg: Hamburger SV - FC St. Pauli
- München: TSV 1860 München - FC Bayern München

Större regionala derbyn: 1. FC Nürnberg - FC Bayern München (Bayern), Hannover 96 - Eintracht Braunschweig (Niedersachsen), Werder Bremen - Hamburger SV ("Nordderbyt"), Borussia Dortmund - FC Schalke 04 (Ruhrområdet) samt VfB Stuttgart - FC Bayern München ("Sydderbyt").

## USA

### Amerikansk fotboll
- New York Giants - New York Jets
- San Francisco 49ers - Oakland Raiders
- Los Angeles Chargers - Los Angeles Rams
- New England Patriots - New York Jets

### Baseboll
- New York Mets - New York Yankees, kallat "Subway Series" (eftersom man kan åka tunnelbana mellan klubbarnas arenor)
- Boston Red Sox - New York Yankees
- Miami Marlins - Tampa Bay Rays
- Chicago Cubs - Chicago White Sox
- Los Angeles Dodgers - Los Angeles Angels
- San Francisco Giants - Oakland Athletics
- Houston Astros - Texas Rangers
- Cincinnati Reds - Cleveland Guardians

### Basket
- New York Knicks - Brooklyn Nets
- Los Angeles Clippers - Los Angeles Lakers
- San Antonio Spurs, Dallas Mavericks och Houston Rockets
- Sacramento Kings - Golden State Warriors

### Ishockey
- New York Rangers, New York Islanders och New Jersey Devils
- Toronto Maple Leafs - Ottawa Senators
- Edmonton Oilers - Calgary Flames
- Los Angeles Kings - Anaheim Ducks
- Tampa Bay Lightning - Florida Panthers
- Colorado Avalanche - Detroit Red Wings
- Boston Bruins - Montreal Canadiens

### Fotnoter
1. ↑  ”derby - Uppslagsverk - NE.se”. www.ne.se. https://www.ne.se/uppslagsverk/encyklopedi/l%C3%A5ng/derby. Läst 24 september 2023. [inloggning kan krävas]
2. ↑  ”Högriskmatcher, polisresurser och socialtjänst”. Sveriges Riksdag. 5 oktober 1996. https://www.riksdagen.se/sv/dokument-lagar/dokument/motion/hogriskmatcher-polisresurser-och-socialtjanst_GK02So641. Läst 29 augusti 2020.
3. ↑  ”derby | SO | svenska.se”. https://svenska.se/so/?id=113164_1&pz=7. Läst 24 september 2023.
4. ↑  Tobias Jönsson (23 december 2014). ”Annandagsbandy på SVT: ”Större än julafton””. SVT Sport. http://www.svt.se/sport/artikel/dags-for-annandagsbandy-storre-an-julafton/. Läst 6 november 2015.
5. ↑  ”Första derbyt i juni | Alingsås Tidning”. www.alingsastidning.se. Arkiverad från originalet den 11 oktober 2016. https://web.archive.org/web/20161011224906/http://www.alingsastidning.se/2013/01/forsta-derbyt-i-juni/. Läst 11 oktober 2016.
6. 1 2 3  Mikael Mjörnberg (14 oktober 2019). ”Vilket härligt trendbrott – derbyt är på väg att bli bäst igen”. hockeynews.se. https://www.hockeynews.se/columns/10873/. Läst 11 maj 2023.
7. ↑  Mikael Mjörnberg (13 september 2018). ”Så heta är rivalmötena”. hockeysverige.se. Arkiverad från originalet den 16 september 2018. https://web.archive.org/web/20180916202009/http://www.hockeysverige.se/mikael-mjornberg/2018/09/13/mjornberg-sa-heta-ar-rivalmotena/. Läst 13 juni 2019.
8. ↑  Johan Svensson (9 augusti 2015). ”De fem hetaste hockeyderbyna”. Kvällsposten. https://www.expressen.se/kvallsposten/sport/blogg/mrmadhawk/2015/08/09/de-fem-hetaste-hockeyderbyna/. Läst 13 juni 2019.
9. ↑  Rasmus Senator (1 augusti 2017). ”Lista: Här är svensk hockeys 8 hetaste rivalmöten”. sportbibeln.se. https://www.sportbibeln.se/shl/lista-har-ar-svensk-hockeys-8-hetaste-rivalmoten/. Läst 13 juni 2019.
10. ↑  De två högsta publiksiffrorna mellan lagen är 8 128 (Huddinge-Hammarby i Globen i den avgörande kvalserien till den dåtida elitserien 1992/93) och 5 672 (Hammarby-Huddinge i motsvarande kvalserie 1985/86). Dessa matcher var lagens första möte i respektive serie, rekordmatchen i Globen i seriens första omgång, då Huddinge kom från andraplats i Allsvenskan och allsvenskt finalspel mot Frölunda och Hammarby tagit det avgörande steget fram till kvalserien genom att slå ut AIK i play off 3.